# Mędrzechów (gemeente)
De gemeente Mędrzechów is een landgemeente in het Poolse woiwodschap Klein-Polen, in powiat Dąbrowski.
De zetel van de gemeente is in Mędrzechów.
Op 30 juni 2004 telde de gemeente 3650 inwoners.

## Oppervlakte gegevens
In 2002 bedroeg de totale oppervlakte van gemeente Mędrzechów 43,67 km², waarvan:
- agrarisch gebied: 73%
- bossen: 12%

De gemeente beslaat 8,29% van de totale oppervlakte van de powiat.

## Demografie
Stand op 30 juni 2004:
| Omschrijving                   | Totaal | Totaal | Vrouwen | Vrouwen | Mannen | Mannen |
| ------------------------------ | ------ | ------ | ------- | ------- | ------ | ------ |
| eenheid                        | aantal | %      | aantal  | %       | aantal | %      |
| inwoners                       | 3650   | 100    | 1855    | 50,8    | 1795   | 49,2   |
| bevolkingsdichtheid (inw./km²) | 83,6   | 83,6   | 42,5    | 42,5    | 41,1   | 41,1   |

In 2002 bedroeg het gemiddelde inkomen per inwoner 1265,77 zł.

## Administratieve plaatsen (sołectwo)
Grądy, Kupienin, Mędrzechów, Odmęt, Wola Mędrzechowska, Wójcina, Wólka Grądzka.

## Aangrenzende gemeenten
Bolesław, Dąbrowa Tarnowska, Nowy Korczyn, Olesno, Pacanów, Szczucin